# Campionati del mondo di atletica leggera 2009 - Staffetta 4×100 metri femminile
La staffetta 4x100 m femminile dei campionati del mondo di atletica leggera 2009 si è tenuta il 21 ed il 22 agosto. Hanno partecipato 17 squadre.
La medaglia d'oro è stata vinta dalla squadra giamaicana formata da Simone Facey, Shelly-Ann Fraser, Aleen Bailey e Kerron Stewart, con il tempo di 42"06. Argento e bronzo sono stati vinti, rispettivamente, da Bahamas e Germania.

## Batterie
Si qualificano alla finale le prime due di ogni batteria più le due migliori escluse.

### Batteria 1
| Pos. | Nazione             | Atlete                                                                          | Tempo | Note                                     |
| ---- | ------------------- | ------------------------------------------------------------------------------- | ----- | ---------------------------------------- |
| 1    | Giamaica            | Simone Facey, Shelly-Ann Fraser, Aleen Bailey, Kerron Stewart                   | 41"88 | Miglior prestazione personale stagionale |
| 2    | Bahamas             | Sheniqua Ferguson, Chandra Sturrup, Christine Amertil, Debbie Ferguson-McKenzie | 42"66 | Miglior prestazione personale stagionale |
| 3    | Trinidad e Tobago   | Reyare Thomas, Kelly-Ann Baptiste, Ayanna Hutchinson, Semoy Hackett             | 43"22 | Record nazionale                         |
| 4    | Ucraina             | Olena Chebanu, Nataliya Pohrebnyak, Mariya Ryemyen, Hrystyna Stuy               | 43"77 |                                          |
| 5    | Saint Kitts e Nevis | Tanika Liburd, Meritzer Williams, Tameka Williams, Virgil Hodge                 | 43"98 |                                          |
| 6    | Belgio              | Olivia Borlée, Hanna Mariën, Élodie Ouédraogo, Anne Zagré                       | 43"99 | Miglior prestazione personale stagionale |

### Batteria 2
| Pos. | Nazione     | Atlete                                                                      | Tempo | Note                                     |
| ---- | ----------- | --------------------------------------------------------------------------- | ----- | ---------------------------------------- |
| 1    | Germania    | Marion Wagner, Anne Möllinger, Cathleen Tschirch, Verena Sailer             | 42"96 | Miglior prestazione personale stagionale |
| 2    | Colombia    | Yomara Hinestroza, Felipa Palacios, Darlenis Obregón, Norma González        | 43"30 | Miglior prestazione personale stagionale |
| 3    | Regno Unito | Laura Turner, Montell Douglas, Emily Freeman, Emma Ania                     | 43"34 |                                          |
| 4    | Bielorussia | Anna Bagdanovich, Aksana Drahun, Alena Kievich, Julija Nescjarėnka          | 44"12 | Miglior prestazione personale stagionale |
| 5    | Thailandia  | Sangwan Jaksunin, Orranut Klomdee, Jutamass Thavoncharoen, Jintara Seangdee | 44"59 |                                          |
| 6    | Nigeria     | Olutoyin Augustus, Halimat Ismaila, Seun Adigun, Oludamola Osayomi          | 46"54 |                                          |

### Batteria 3
| Pos. | Nazione     | Atlete                                                                       | Tempo    | Note                                     |
| ---- | ----------- | ---------------------------------------------------------------------------- | -------- | ---------------------------------------- |
| 1    | Brasile     | Rosemar Maria Neto, Lucimar Aparecida de Moura, Thaissa Presti, Vanda Gomes  | 43"07    | Miglior prestazione personale stagionale |
| 2    | Russia      | Yevgeniya Polyakova, Aleksandra Fedoriva, Yuliya Gushchina, Natalia Rusakova | 43"18    | Miglior prestazione personale stagionale |
| 3    | Polonia     | Iwona Ziółkowska, Marta Jeschke, Dorota Jędrusińska, Iwona Brzezińska        | 43"63    |                                          |
| 4    | Giappone    | Chisato Fukushima, Momoko Takahashi, Mayumi Watanabe, Maki Wada              | 44"24    |                                          |
| 5    | Stati Uniti | Lauryn Williams, Alexandria Anderson, Muna Lee, Carmelita Jeter              | Ritirate | Ritirate                                 |

## Finale
| Pos. | Nazione           | Atlete                                                                             | Tempo | Note                                     |
| ---- | ----------------- | ---------------------------------------------------------------------------------- | ----- | ---------------------------------------- |
| 1    | Giamaica          | Simone Facey, Shelly-Ann Fraser, Aleen Bailey, Kerron Stewart                      | 42"06 |                                          |
| 2    | Bahamas           | Sheniqua Ferguson, Chandra Sturrup, Christine Amertil, Debbie Ferguson-McKenzie    | 42"29 | Miglior prestazione personale stagionale |
| 3    | Germania          | Marion Wagner, Anne Möllinger, Cathleen Tschirch, Verena Sailer                    | 42"87 | Miglior prestazione personale stagionale |
| 4    | Brasile           | Rosemar Maria Neto, Lucimar Aparecida de Moura, Thaissa Presti, Vanda Gomes        | 43"13 |                                          |
| 5    | Regno Unito       | Laura Turner, Montell Douglas, Emily Freeman, Emma Ania                            | 43"16 | Miglior prestazione personale stagionale |
| 6    | Trinidad e Tobago | Reyare Thomas, Kelly-Ann Baptiste, Ayanna Hutchinson, Semoy Hackett                | 43"43 |                                          |
| 7    | Colombia          | Yomara Hinestroza, Felipa Palacios, Darlenis Obregón, Norma González               | 43"71 |                                          |
|      | Russia            | Yevgeniya Polyakova, Aleksandra Fedoriva, Yuliya Gushchina, Yuliya Chermoshanskaya | dq    |                                          |